# M・H・ホフマン
M・H・ホフマン（M. H. Hoffman, 1881年3月21日 - 1944年3月8日）は、アメリカ合衆国の映画プロデューサー、実業家である。本名モーリス・ヘンリー・ホフマン（Maurice Henry Hoffman）、愛称はマックス（Max）。ユニヴァーサル・フィルム・マニュファクチュアリング・カンパニー（現在のユニバーサル・ピクチャーズ）の元総支配人であり、同社傘下のブルーバード映画、独立してティファニー・ピクチャーズ、アライド・ピクチャーズ、リバティ・フィルムズの各社を創立、経営した。

## 人物・来歴
1881年（明治14年）3月21日、イリノイ州シカゴに生まれる。
ニューヨークにいた1910年（明治43年）5月27日、のちにプロデューサー業を継ぐ長男のM・H・ホフマン・ジュニアが生まれる。
1912年（明治45年）にカール・レムリが設立したユニヴァーサル・フィルム・マニュファクチュアリング・カンパニーで、総支配人を務める。1916年（大正5年）1月1日、同社の傘下にブルーバード映画を設立、社長に就任する。同年1月31日に米国内でユニヴァーサルが配給して公開した、ロバート・Z・レナード監督の『暴』が第1作である。同社は、同年日本に設立されたユニヴァーサルの独占配給会社播磨ユニヴァーサル商会（のちのユニヴァーサル日本支社）により日本でも多く紹介され、歓待されたが、営業不振により、1919年（大正8年）3月をもって営業を停止し、ユニバーサル社に合併された。これと平行し、1917年（大正6年）には「M・H・ホフマン・インク」「ホフマン＝フォースクエア・ピクチャーズ」を設立し、映画製作を行なっている。「M・H・ホフマン・インク」は、『涙痕』や『切望』等、ブルーバード映画が製作した作品の再映時の配給を行なった。
1921年（大正10年）、ユニヴァーサル出身のメイ・マレイ、ロバート・Z・レナードの夫妻とともにティファニー・ピクチャーズを設立、1922年（大正14年）、設立第1作、マレイ主演、レナード監督による『孔雀の路』を製作、メトロ・ピクチャーズがこれを配給する。1929年（昭和4年）、ホフマンは同社を売却する。
1931年（昭和6年）、製作・配給の会社アライド・ピクチャーズを設立する。同社で、ジュニアをプロデューサーとしてデビューさせている。同社は1934年（昭和9年）をもって製作を中止、配給会社に特化し、1939年（昭和14年）まで営業を続ける。また同時期、モノグラム・ピクチャーズ、マスコット・ピクチャーズ、マジェスティック・フィルムズ、チェスターフィールド・モーション・ピクチャーズ、インヴィンシブル・ピクチャーズとならぶ6つのポヴァティ・ロウの1社とされるリバティ・フィルムズを設立、経営していたが、リパブリック・ピクチャーズに吸収される。
1944年（昭和19年）3月8日、カリフォルニア州ロサンゼルス市で死去した。満62歳没。

## おもなフィルモグラフィ
特筆以外はすべてプロデューサーである。ホフマンの別会社が再映配給を行なった作品を除き、ブルーバード映画等でのクレジットされていない作品は省いた。

### 1910年代
- The Sin Woman : 監督ジョージ・W・レデラー、主演アイリーン・フェンウィック、製作ジョージ・ベイカー・フィルム、配給M・H・ホフマン、1917年 - 配給（ノンクレジット）[7]
- The Silent Witness : 監督ハリー・ランバート、主演ガートルード・マッコイ、製作オーサーズ・フィルム、配給M・H・ホフマン、1917年 - 配給（ノンクレジット）[7]
- Madame Sherry : 監督ラルフ・ディーン、主演ガートルード・マッコイ、製作オーサーズ・フィルム、配給M・H・ホフマン、1917年 - 配給（ノンクレジット）[7]
- One Hour : 監督エドウィン・L・ホリーウッド / ポール・マカリスター、主演D・J・フラナガン、製作配給M・H・ホフマン、1917年 - プレゼンター
- The Fringe of Society : 監督ロバート・エリス、主演ルス・ローランド、製作ジョージ・ベイカー・フィルム、配給M・H・ホフマン、1917年 - 配給（ノンクレジット）[7]
- Humility : 監督ジャック・プラット、主演ベティ・ブライス、製作バーンスタイン・フィルム、配給M・H・ホフマン、1918年 - 配給（ノンクレジット）[7]
- The Cast-Off : 監督レイモンド・B・ウェスト、主演ベシー・バリスケール、製作トライアングル、配給M・H・ホフマン、1918年 - 配給（ノンクレジット）[7]
- 『涙痕』 After the War : 監督ジョセフ・ド・グラス、主演グレイス・キュナード、製作ブルーバード映画、配給ユニヴァーサル、再映配給M・H・ホフマン、1918年 - 配給（ノンクレジット）[7]
- Suspicion : 監督ジョン・M・スタール、主演グレース・ダヴィソン、製作M・H・ホフマン、配給フィルム・マーケット、1918年 - 製作（ノンクレジット）[8]
- 『切望』 The Craving : 監督フランシス・フォード / ジャック・フォード、主演フランシス・フォード、製作ブルーバード映画、配給M・H・ホフマン、再映配給ユニヴァーサル、1918年 - 配給（ノンクレジット）[7]

### 1920年代
- 『闘ふ青春』 The Drums of Jeopardy : 監督エドワード・ディロン、主演エレン・ハンマーシュタイン、製作M・H・ホフマン、配給トゥルアート、1923年 - プレゼンター・プロデューサー
- Daring Love : 監督ローランド・エドワーズ、主演エレン・ハンマーシュタイン、製作M・H・ホフマン、配給トゥルアート、1924年 - プレゼンター
- Three in Exile : 監督フレッド・ウィンダミア、主演ルイズ・ロレイン、製作フィル・ゴールドストン・プロダクションズ、配給トゥルアート、1925年 - プレゼンター
- Pals : 監督ジョン・P・マッカーシー、主演ルイズ・ロレイン、製作フィル・ゴールドストン・プロダクションズ、配給トゥルアート、1925年 - プレゼンター
- Husband Hunters : 監督ジョン・G・アドルフィ、主演メイ・ブッシュ、製作配給ティファニー、1927年 - プレゼンター

### 1930年代
- Ex-Flame : 監督ヴィクター・ホルペリン、主演ニール・ ハミルトン、製作配給リバティ、1930年 - スーパーヴァイザー・プロデューサー
- Clearing the Range : 監督オットー・ブラワー、主演フート・ギブスン、製作配給アライド1931年 - プレゼンター
- The She-Wolf : 監督ジェームズ・フラッド、主演メイ・ロブソン、製作リバティ、配給ユニヴァーサル、1931年 - スーパーヴァイジングプロデューサー
- The Mad Parade : 監督ウィリアム・ボーディン、主演イヴリン・ブレント、製作リバティ、配給パラマウント、1931年 - スーパーヴァイジングプロデューサー
- Forgotten Women : 監督リチャード・ソープ、主演マリオン・シリング、製作配給モノグラム、1931年
- Vanity Fair : 監督チェスター・M・フランクリン、主演マーナ・ローイ、製作チェスター・M・フランクリン・プロダクションズ、配給アライド、1932年
- Unholy Love : 監督アルバート・レイ、主演H・B・ワーナー、製作アルバート・レイ・プロダクションズ、配給アライド、1932年 - エグザクティヴプロデューサー
- 『鉄火の巨人』 The Stoker : 監督チェスター・M・フランクリン、主演モンテ・ブルー、製作配給アライド、1932年
- The Thirteenth Guest : 監督アルバート・レイ、主演ジンジャー・ロジャース、製作配給モノグラム、1932年
- Officer Thirteen : 監督ジョージ・メルフォード、主演モンテ・ブルー、製作配給アライド、1932年
- The Boiling Point : 監督ジョージ・メルフォード、主演フート・ギブスン、製作配給アライド、1932年 - プレゼンター
- A Parisian Romance : 監督チェスター・M・フランクリン、主演ルー・コディ、製作配給アライド、1932年 - プレゼンター
- File 113 : 監督チェスター・M・フランクリン、主演ルー・コディ、製作配給アライド、1933年
- West of Singapore : 監督アルバート・レイ、主演ベティ・コンプソン、製作配給モノグラム、1933年
- The Iron Master : 監督チェスター・M・フランクリン、主演レジナルド・デニー、製作配給アライド、1933年 - プレゼンター
- The Intruder : 監督アルバート・レイ、主演モンテ・ブルー、製作配給アライド、1933年 - プレゼンター
- The Eleventh Commandment : 監督ジョージ・メルフォード、主演マリアン・マーシュ、製作配給アライド、1933年
- The Dude Bandit : 監督ジョージ・メルフォード、主演フート・ギブスン、製作配給アライド、1933年 - プロデューサー（ノンクレジット）
- A Shriek in the Night : 監督アルバート・レイ、主演ジンジャー・ロジャース、製作配給モノグラム、1933年 - プレゼンター
- One Year Later : 監督E・メイソン・ホッパー、主演メアリー・ブライアン、製作配給アライド、1933年 - プレゼンター・アソシエイトプロデューサー
- School for Girls : 監督ウィリアム・ナイ、主演シドニー・フォックス、製作配給リバティ、1934年
- Picture Brides : 監督フィル・ローゼン、主演ドロシー・マッケイル、製作配給アライド、1934年
- Cheaters : 監督フィル・ローゼン、主演ウィリアム・ボイド、製作リバティ、配給アライド/モノグラムほか各社、1934年
- Once to Every Bachelor : 監督ウィリアム・ナイ、主演マリアン・ニクソン、製作配給リバティ、1934年
- Take the Stand : 監督フィル・ローゼン、主演ジャック・ラ・ルー、製作配給リバティ、1934年
- Two Heads on a Pillow : 監督ウィリアム・ナイ、主演ニール・ ハミルトン、製作配給リバティ、1934年
- When Strangers Meet : 監督クリスティ・キャバンヌ、主演リチャード・クロムウェル、1934年
- Sweepstake Annie : 監督ウィリアム・ナイ、主演トム・ブラウン、製作配給リバティ、1935年
- Without Children : 監督ウィリアム・ナイ、主演マーゲリット・チャーチル、製作リバティ、配給RKO、1935年
- Dizzy Dames : 監督ウィリアム・ナイ、主演マージョリー・ランボー、製作配給リバティ、1935年
- Born to Gamble : 監督フィル・ローゼン、主演オンスロー・スティーヴンス、製作リバティ、配給リパブリック、1935年 - プレゼンター
- The Old Homestead : 監督ウィリアム・ナイ、主演メアリー・カーライル、製作配給リバティ、1935年
- The Spanish Cape Mystery : 監督ルイス・D・コリンズ、主演ドナルド・クック、製作リバティ、配給リパブリック、1935年
- Forced Landing : 監督メルビル・W・ブラウン、主演エスター・ロールストン、製作配給リパブリック、1935年
- Boots of Destiny : 監督アーサー・ロッスン、主演ケン・メイナード、製作コンドア・ピクチャーズ、配給グランド・ナショナル、1937年
- King of the Sierras : 監督サミュエル・ディージュ / アーサー・ロッスン、主演ホバート・ボズワース、製作コンドア・ピクチャーズ（ジョージ・A・ハーリマン）、配給グランド・ナショナル、1938年

## 関連事項
- ティファニー・ピクチャーズ （en:Tiffany Pictures）
- メトロ・ピクチャーズ （en:Metro Pictures）
- モノグラム・ピクチャーズ （en:Monogram Pictures）
- マスコット・ピクチャーズ （en:Mascot Pictures Corporation）
- マジェスティック・フィルムズ （en:Majestic Films）
- チェスターフィールド・モーション・ピクチャーズ （en:Chesterfield Motion Pictures Corporation）
- インヴィンシブル・ピクチャーズ （en:Invincible Pictures）
- グランド・ナショナル・ピクチャーズ （en:Grand National Films Inc.）

## 註
1. 1 2 3 4 5 6 7 8 9 10  M. H. Hoffman, Internet Movie Database （英語）, 2010年5月28日閲覧。
2. 1 2 3  『ブルーバード映画の記録』 : 製作・著・発行山中十志雄・塚田嘉信、1984年4月、p.1.
3. 1 2 3  Crafton, Donald The Talkies-American Cinema's Transition to Sound 1926-1931.
4. 1 2  M.H. Hoffman Jr. - IMDb（英語）, 2010年5月28日閲覧。
5. ↑  Universal Film Manufacturing Company - IMDb（英語）, 2010年5月28日閲覧。
6. ↑  『ブルーバード映画の記録』、p.63.
7. 1 2 3 4 5 6 7 8 9 10 11  M.H. Hoffman Inc. - IMDb（英語）, 2010年5月28日閲覧。
8. 1 2  M.H. Hoffman Company - IMDb（英語）, 2010年5月28日閲覧。
9. ↑  Hoffman-Foursquare Pictures - IMDb（英語）, 2010年5月28日閲覧。
10. ↑  Tiffany Productions - IMDb（英語）, 2010年5月28日閲覧。
11. ↑  Peacock Alley - IMDb（英語）, 2010年5月28日閲覧。
12. ↑  Interregnum in Hollywood, Time 15 Feb 1932
13. 1 2  Allied Pictures Corporation - IMDb（英語）, 2010年5月28日閲覧。